# Teulada (Spanje)
Teulada is een gemeente in de Spaanse provincie Alicante in de regio Valencia met een oppervlakte van 32 km². Teulada telt 10.654 inwoners (1 januari 2016).
De gemeente Teulada-Moraira is ontstaan nadat de kustplaats Moraira zich dreigde af te scheiden na een explosieve groei van het toerisme in die gemeente in de jaren negentig.

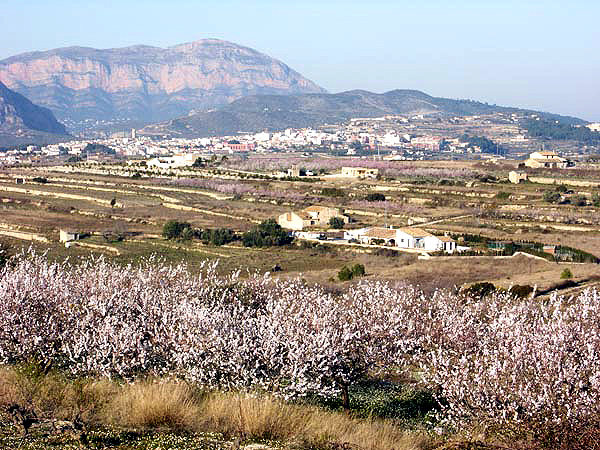
Teulada
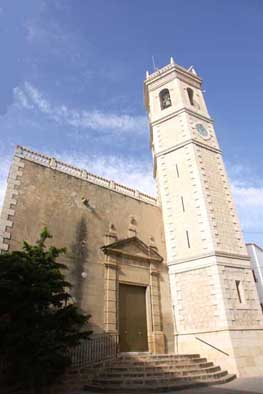
Kerk van Teulada
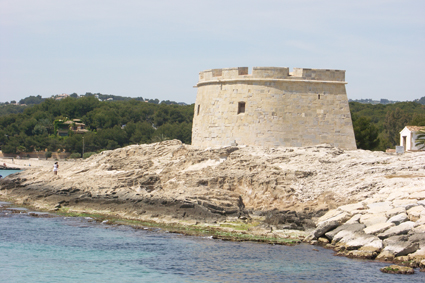
Kasteel Moraira

## Demografische ontwikkeling
Bron: INE; 1857-2011: volkstellingen

## Toerisme
Op dit moment is deze groei van toerisme in de omgeving goed zichtbaar, een aantal jaar geleden hebben er, vooral in de kustplaats Moraira, een aantal infrastructurele veranderingen plaatsgevonden. Zo zijn er in het centrum van de stad nieuwe appartementen gebouwd en is er in de nabijheid van het centrum een klein park ingericht. Ook komen er in de hele omgeving steeds meer toeristen die vakantiehuizen laten neerzetten.
Agost · Agres · Aigües · Albatera · Alcalalí · Alcocer de Planes · Alcoleja · Alcoy · Alfafara · Algorfa · Algueña · Alicante · Almoradí · Almudaina · Altea · Aspe · Balones · Banyeres de Mariola · Benasau · Beneixama · Benejúzar · Benferri · Beniarbeig · Beniardá · Beniarrés · Benidoleig · Benidorm · Benifallim · Benifato · Benigembla · Benijófar · Benilloba · Benillup · Benimantell · Benimarfull · Benimassot · Benimeli · Benissa · Benitachell · Biar · Bigastro · Bolulla · Busot · Callosa d'en Sarrià · Callosa de Segura · Calp · Campo de Mirra  · Cañada· Castalla · Castell de Castells · Catral · Cocentaina · Confrides · Cox · Crevillent · Daya Nueva · Daya Vieja · Dénia · Dolores · El Campello · El Castell de Guadalest · El Ràfol d'Almúnia · El Verger · Elche · Elda · Els Poblets · Facheca · Famorca · Finestrat · Formentera del Segura · Gaianes · Gata de Gorgos · Gorga · Granja de Rocamora · Guardamar del Segura · Hondón de las Nieves · Hondón de los Frailes · Ibi · Jacarilla · Jávea · Jijona · L'Alfàs del Pi · L'Alqueria d'Asnar · L'Atzúbia · La Nucia · La Romana · La Vall d'Alcalà · La Vall d'Ebo · La Vall de Laguar · Llíber · Lorcha · Los Montesinos · Millena · Monforte del Cid · Monóvar · Murla · Muro de Alcoy · Mutxamel · Novelda · Ondara · Onil · Orba · Orihuela · Orxeta · Parcent · Pedreguer · Pego · Penàguila · Petrer · Pilar de la Horadada · Pinoso · Planes · Polop · Quatretondeta · Rafal · Redován · Relleu · Rojales · Sagra · Salinas · San Fulgencio · San Isidro · San Miguel de Salinas · San Vicente del Raspeig · Sanet y Negrals · Sant Joan d'Alacant · Santa Pola · Sax · Sella · Senija · Tàrbena · Teulada · Tibi · Tollos · Tormos · Torremanzanas · Torrevieja · Vall de Gallinera · Villajoyosa · Villena · Xaló